# Brinkahagen-Möllerödsnäs
Brinkahagen-Möllerödsnäs är ett naturreservat i Kristianstads kommun i Skåne län.
Området är naturskyddat sedan 2015 och är 49 hektar stort. Reservatet ligger på två uddar och två små öar i Oppmannasjön och omfattar ädellövskog. 